# Taylor-Nunatak
Der Taylor-Nunatak ist ein großer und 1570 m hoher Nunatak in der antarktischen Ross Dependency. Im Königin-Maud-Gebirge ragt er an der Ostflanke des Shackleton-Gletschers unmittelbar südlich der Einmündung des Dick-Gletschers auf.
Die Südgruppe der von 1961 bis 1962 durchgeführten Kampagne im Rahmen der New Zealand Geological Survey Antarctic Expedition benannte ihn nach dem US-amerikanischen Topografieingenieur Thomas Edwin Taylor (1923–2008), der für den United States Geological Survey an der Mündung des Shackleton-Gletschers (1960–1961 und 1961–1962) und in den Pensacola Mountains (1962–1963) tätig war.